# Annette Poivre
Annette Poivre (Parigi, 24 giugno 1917 – Parigi, 2 giugno 1988) è stata un'attrice francese.

## Biografia
Fu attiva dai primi anni 40 e divenne nota soprattutto per i ruoli interpretati in commedie e film comici. Prese parte a numerose serie e film tv, in particolare negli anni 70 e 80. Tra cinema, teatro e televisione prese parte a più di cento partecipazioni, tra le quali vanno menzionate quelle in Moumou (1951), Quartiere dei lillà (1957) e Crisantemi per un delitto (1964).
Era sposata con l'attore francese Raymond Bussières con cui ha lavorato in diversi film. Entrambi sono sepolti a Marchenoir.

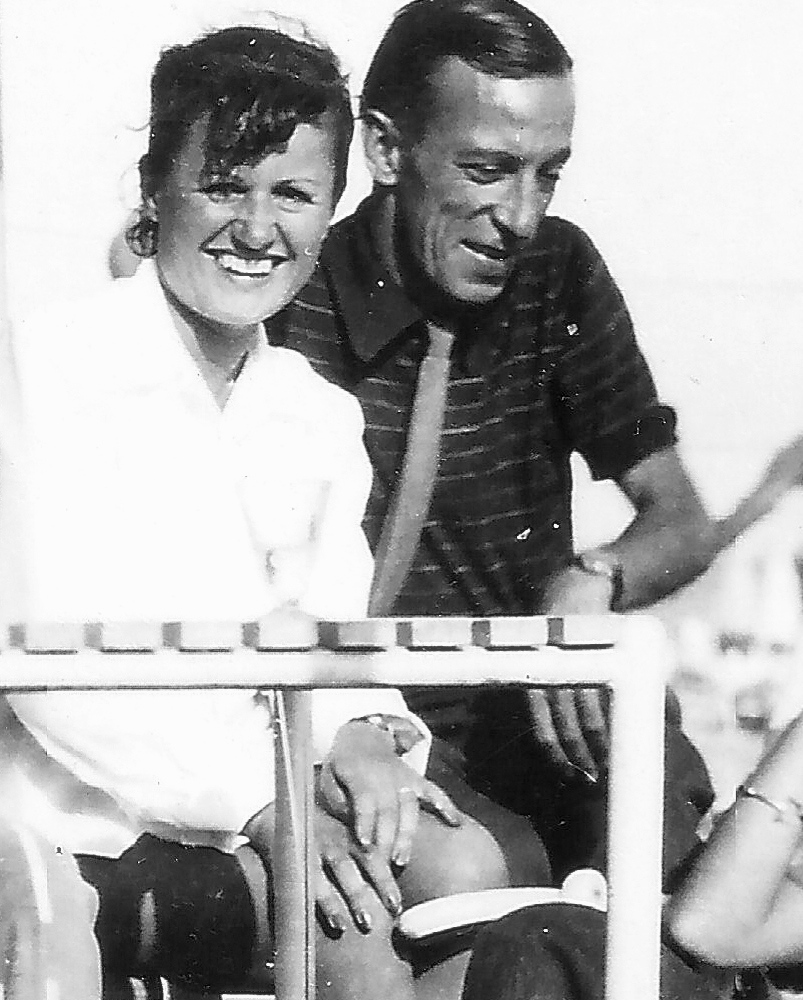
Raymond Buissière e Annette Poivre durante le riprese di Fandango, 1948

## Filmografia parziale
- Premier rendez-vous, regia di Henri Decoin (1941)
- I Am with You (Je suis avec toi), regia di Henri Decoin (1943)
- Alone in the Night (Seul dans la nuit), regia di Christian Stengel (1945)
- The Ideal Couple (Le Couple idéal), regia di Bernard Roland e Raymond Rouleau (1946)
- Il signor alibi (Copie conforme), regia di Jean Dréville (1947)
- I due orfanelli, regia di Mario Mattoli (1947)
- Amore e fortuna (Antoine and Antoinette), regia di Jacques Becker (1947)
- Fandango, regia di Emil-Edwin Reinert (1949)
- Five Red Tulips (Cinq Tulipes rouges), regia di Jean Stelli (1949)
- Je n'aime que toi..., regia di Pierre Montazel (1950)
- Street Without a King (La Rue sans loi), regia di Marcel Gibaud (1950)
- La passante (La Passante), regia di Henri Calef (1951)
- Passaporto per l'oriente (A Tale of Five Cities), regia di Emil-Edwin Reinert (1951)
- Moumou, regia di René Jayet (1951)
- Io, mia moglie e la vacca (Ma femme, ma vache et moi), regia di Jean-Devaivre (1952)
- Soyez les bienvenus, regia di Pierre-Louis (1953)
- The Knight of the Night (Le Chevalier de la nuit), regia di Robert Darène (1953)
- The Lottery of Happiness (La loterie du bonheur), regia di Jean Gehret (1953)
- Mon frangin du Sénégal, regia di Guy Lacourt (1953)
- Les Corsaires du Bois de Boulogne, regia di Norbert Carbonnaux (1954)
- Quartiere dei Lillà (Porte de Lilas), regia di René Clair (1957)
- Nonno automobile (Dedécek automobil), regia di Alfréd Radok (1957)
- Vacanze a Malaga (Taxi, Roulotte et Corrida), regia di André Hunebelle (1958)
- The Girls of La Rochelle (Les filles de La Rochelle), regia di Bernard Deflandre (1962)
- Crisantemi per un delitto (Les Félins), regia di René Clément (1964)
- La mortale trappola di Belfagor (La malédiction de Belphégor), regia di Georges Combret (1967)
- L'incredibile storia di Martha Dubois (Macédoine), regia di Jacques Scandelari (1971)
- C'est pas moi, c'est lui, regia di Pierre Richard (1980)